# 조진사 고가
조진사 고가는 충청북도 옥천군 청산면 지전리에 있다. 2009년 12월 28일 옥천군의 향토유적 제2009-4호로 지정되었다.

## 개요
조선후기 지방 세력의 목조 건축 양식을 알 수 있는 자료로 구 한말 청산현감이 있을 때 진사 벼슬을 지낸 조만하(趙晩夏, 1874~1950, 독립운동가 조동호 선생의 작은할아버지)의 고가로 청산관아 뒤편에 위치하고 있다.